# Mont Ararat
Pour les articles homonymes, voir Ararat.
Ne doit pas être confondu avec Mont Arafat.
Le mont Ararat (en arménien Արարատ), Ağrı Dağı en turc, Çiyayê Agirî ou Shaxi en kurde, Kuh-e-Nuh (کوه نوح, « montagne de Noé ») en persan, ou encore Masis (Մասիս chez les Arméniens, Μασίς chez les Grecs pontiques et מעזיז (Maziz) chez les Romaniotes) est avec 5 137 mètres d'altitude le sommet le plus élevé de Turquie. Situé sur le haut-plateau arménien, dans l'Est de la Turquie, il est à une trentaine de kilomètres des frontières avec l'Arménie et l'Iran.
Ce large massif volcanique recouvert de neiges éternelles se compose de deux sommets, le Grand et le Petit Ararat.
Associé, pour les chrétiens, à l'arche de Noé depuis le Moyen Âge, l'Ararat est un emblème de l'Arménie.

## Toponymie
Le nom Ararat cité dans la Bible apparaît déjà sur une carte babylonienne du monde qui évoque un royaume d'Ararat ou Ourartou également mentionné dans les sources assyriennes décrivant le haut-plateau arménien. Ce terme réapparaît en 2 Rois 19,37, Ésaïe 37,38, Tobie 1,21 et Jérémie 51,27 mais la tradition sémite associe ce nom au mont Djoudi, précédemment appelé Ararad ou Sararad.
Les traditions arménienne puis européenne finissent par rattacher le nom Ararat au mont Masis, le plus haut sommet identifié du plateau arménien. Selon l'historien médiéval arménien Moïse de Khorène, dans son Histoire de l'Arménie, la plaine d'Ayrarat, au nord de la montagne, tient son nom du roi Ara le Beau, l'arrière-petit-fils d'Amasya. La reine Sémiramis aurait séjourné quelques jours dans la région à la suite de la mort d'Ara. Le lien est fait entre Ararat (en arménien Արարատ) et Ayrarat,.
Masis (Մասիս) est l'appellation en arménien pour l'Ararat et le pluriel Masikʿ (Մասիք) est parfois employé pour désigner les deux sommets principaux de la montagne. Moïse de Khorène affirme que ce nom dérive du roi Amasya, arrière-petit-fils du héros Haïk, père-fondateur de la nation arménienne selon la légende, et arrière-grand-père d'Ara le Beau. Amasya aurait appelé la montagne Masis en fonction de son propre nom. Le nom Masis se trouve aussi chez les Pontiques (Μασίς) et les Romaniotes juifs (מעזיז)[réf. nécessaire].
Le nom en turc osmanli était Aghur Dagh (اغـر طﺎﻍ), c'est-à-dire la « lourde montagne », qui peut être traduit par Ağır Dağ en turc moderne. Par déformation, son appellation est devenue Ağrı Dağı (littéralement « montagne d'Ağrı »). Ağrı signifiant « douleur » en langues turciques (turc et azéri notamment), il a souvent été traduit par « montagne de la souffrance ». Toutefois, il est plus probable qu'il s'agit d'un emprunt d'un toponyme kurde. Ağrı est également une ville au sud du mont Ararat ; précédemment appelée Karakilise sous l'Empire ottoman, elle a été rebaptisée d'après la montagne en 1949.
Çiyayê Agirî (littéralement « la montagne ardente »), Çiyayê Alavhat, ou encore Grîdax, en kurde, renvoient aux caractéristiques volcaniques du mont Ararat. Il s'agit des seules appellations à posséder une étymologie descriptive et parfaitement identifiée, préservant par là-même la mémoire populaire.
Le nom en persan est Kuh-e-Nuh (کوه نوح, littéralement la « montagne de Noé ») et a été inspiré par le Déluge.

## Géographie

### Situation

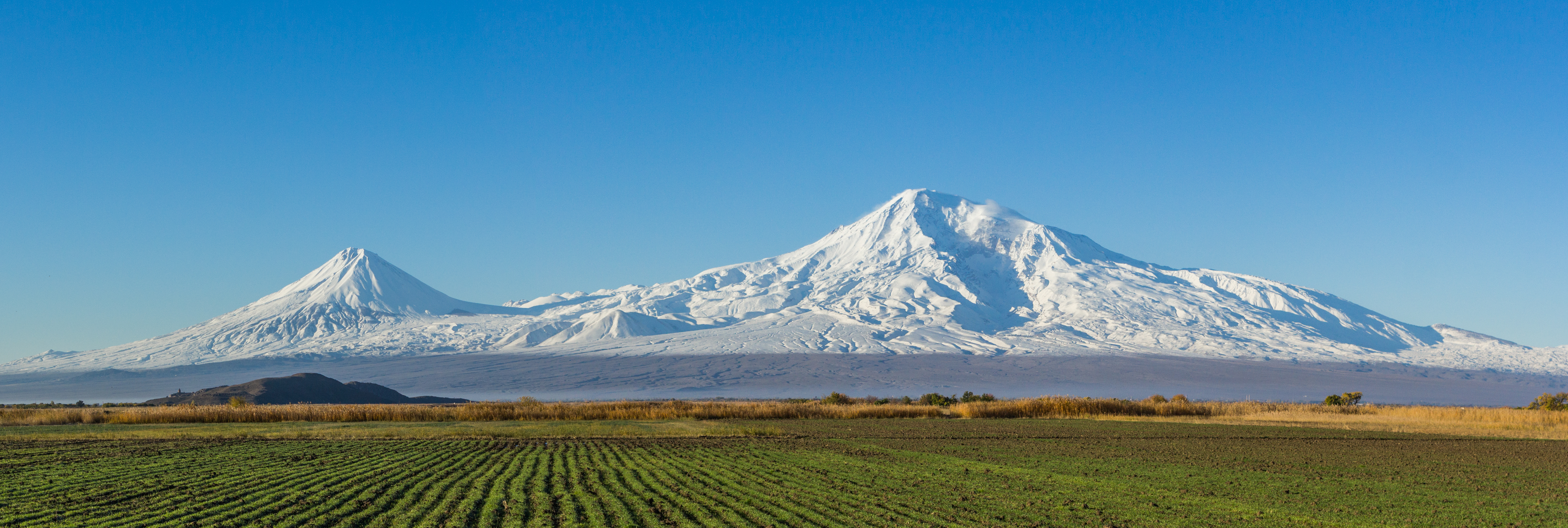
Vue du mont Ararat depuis un site proche de la ville d'Artachat, en Arménie ; dans la plaine sur la gauche, le monastère de Khor Virap.

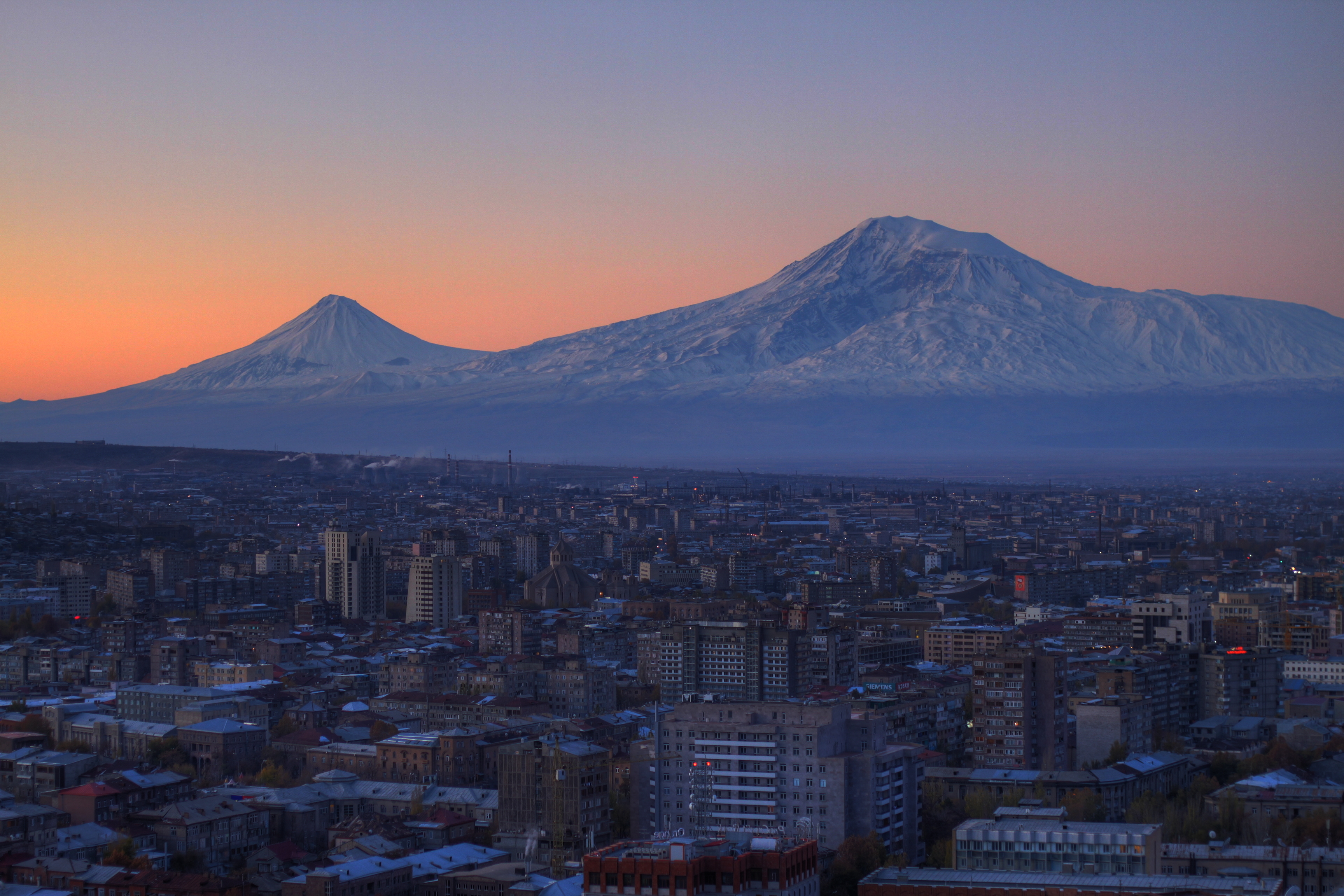
Vue du mont Ararat depuis Erevan.

Le mont Ararat est situé à l'extrême Est de la Turquie, à la jonction des districts de Doğubayazıt de la province d'Ağrı, et des districts d'Iğdır et d'Aralık de la province d'Iğdır, dans la région d'Anatolie orientale. La frontière avec l'Iran passe à quinze kilomètres du sommet principal, au pied du versant oriental de la montagne. Le tripoint avec l'Arménie et l'exclave azérie du Nakhitchevan est quarante kilomètres à l'est. L'Ararat se trouve à soixante kilomètres au sud-sud-ouest d'Erevan, la capitale arménienne, d'où il est parfaitement repérable grâce à son sommet englacé, situé au-dessus de la limite des neiges éternelles,. Il s'élève sur le haut-plateau arménien et constitue à la fois le point culminant du massif et de la Turquie. La rivière Araxe coule au nord de la montagne.

### Topographie

Animation représentant l'Ararat en trois dimensions.

Le mont Ararat se dresse au sein d'un massif de 23 kilomètres de long pour 18 kilomètres de large. Il est en fait constitué de deux sommets : le plus grand et le plus élevé, le Grand Ararat, culmine à 5 137 mètres,,,,,. Sa hauteur de culminance dépasse 3 600 mètres, ce qui le classe à la 48e place dans le monde. Il est recouvert d'une calotte glaciaire locale qui a perdu 30 % de sa superficie au cours des trois dernières décennies, en passant de 8 km2 en 1976 à 5,5 km2 en 2008, soit sept hectares par an, sous l'effet du changement climatique, notamment une hausse d'un degré au cours de cette période. Les principaux glaciers sont nommés Parrot, Abich I, Abich II, glacier Est et glacier Noir. L'autre sommet, d'une altitude de 3 896 mètres ou 3 925 mètres, appelé Petit Ararat (en turc Küçük Ağrı Dağı, en arménien Փոքր Արարատ) ou parfois Sis (Սիս), est situé au sud-est du sommet principal et y est relié par un plateau de lave. Les deux sommets sont distants de onze kilomètres. Sur le flanc nord-est du Grand Ararat s'ouvre le gouffre d'Ahora, une gorge inclinée profonde de 1 825 mètres par rapport au sommet, où se situent le village d'Arguri (anciennement Ahora, en turc Yenidoğan) et le couvent de Saint-Jacob (détruits par un tremblement de terre en 1840) ainsi qu'une des deux seules sources du massif.

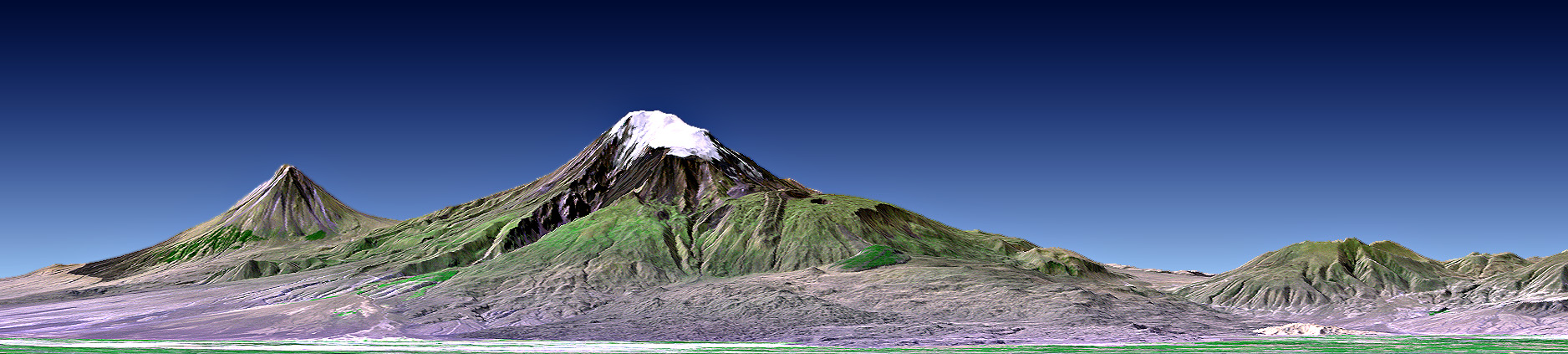
Image de synthèse du Grand Ararat (au milieu) et du Petit Ararat (à gauche) (Landsat, NASA).

### Géologie

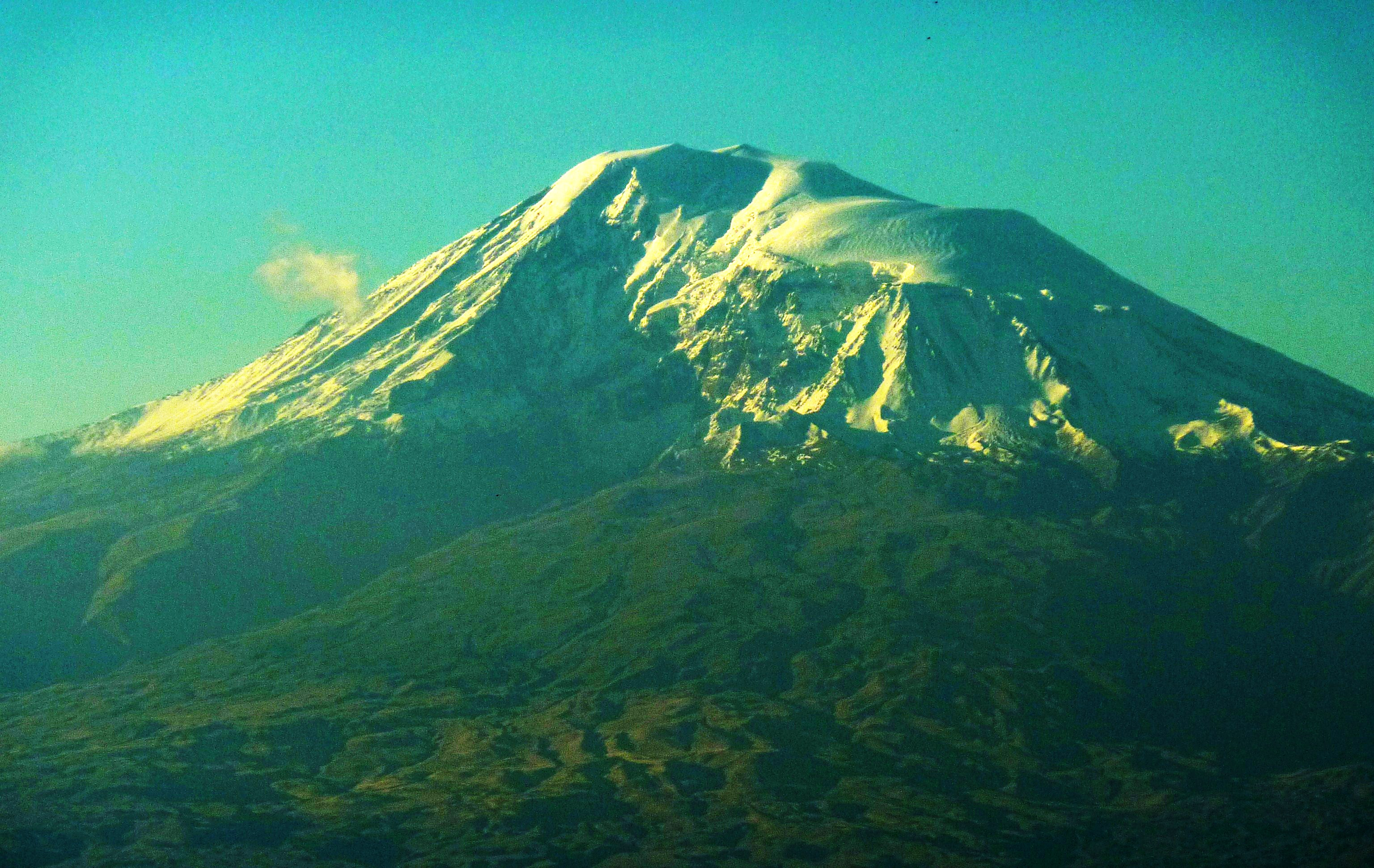
Vue du mont Ararat depuis les environs d'Erevan avec le gouffre d'Ahora visible dans la partie gauche de l'image.

Le mont Ararat est un stratovolcan situé à proximité des frontières entre trois plaques tectoniques : la plaque arabique, la plaque eurasiatique et la plaque anatolienne. Il se trouve au sein d'une ceinture volcanique de 900 kilomètres de long orientée sud-ouest/nord-est, en Anatolie orientale. Sa formation remonte à 1,5 ± 0,2 million d'années BP,, au Plio-villafranchien, c'est-à-dire à la limite entre les ères tertiaire et quaternaire. Elle accompagne la fin de la fermeture de la Téthys et la mise en place d'une zone de subduction. La nature alcaline et la cristallisation des roches montrent une formation en milieu hydraté et en profondeur. L'édifice résulte de l'accumulation successive de coulées de laves et de dépôts pyroclastiques. Après une période de production de tufs andésitiques, qui forment la base claire de l'Ararat, des coulées successives de basaltes et d'andésite se mettent en place, constituant les pentes basses, plus sombres, du volcan, jusqu'à environ 3 000 mètres d'altitude. Le sommet du Grand Ararat est formé de deux dômes de trachytes séparés d'un ensellement de 400 mètres de long. Le Petit Ararat est formé, quant à lui, de projections volcaniques. La mise en place du Grand et du Petit Ararat est suivie, vers 0,5 million d'années BP, d'une période où les éruptions ont plutôt lieu sur le flanc du volcan, produisant des cônes volcaniques orientés nord-ouest/sud-est et des dômes de nature dacitique-rhyolitique, ces derniers étant apparus autour du Grand Ararat,. Les mouvements tectoniques profonds de cette région expliquent sa forte sismicité ainsi que son activité volcanique.

### Climat

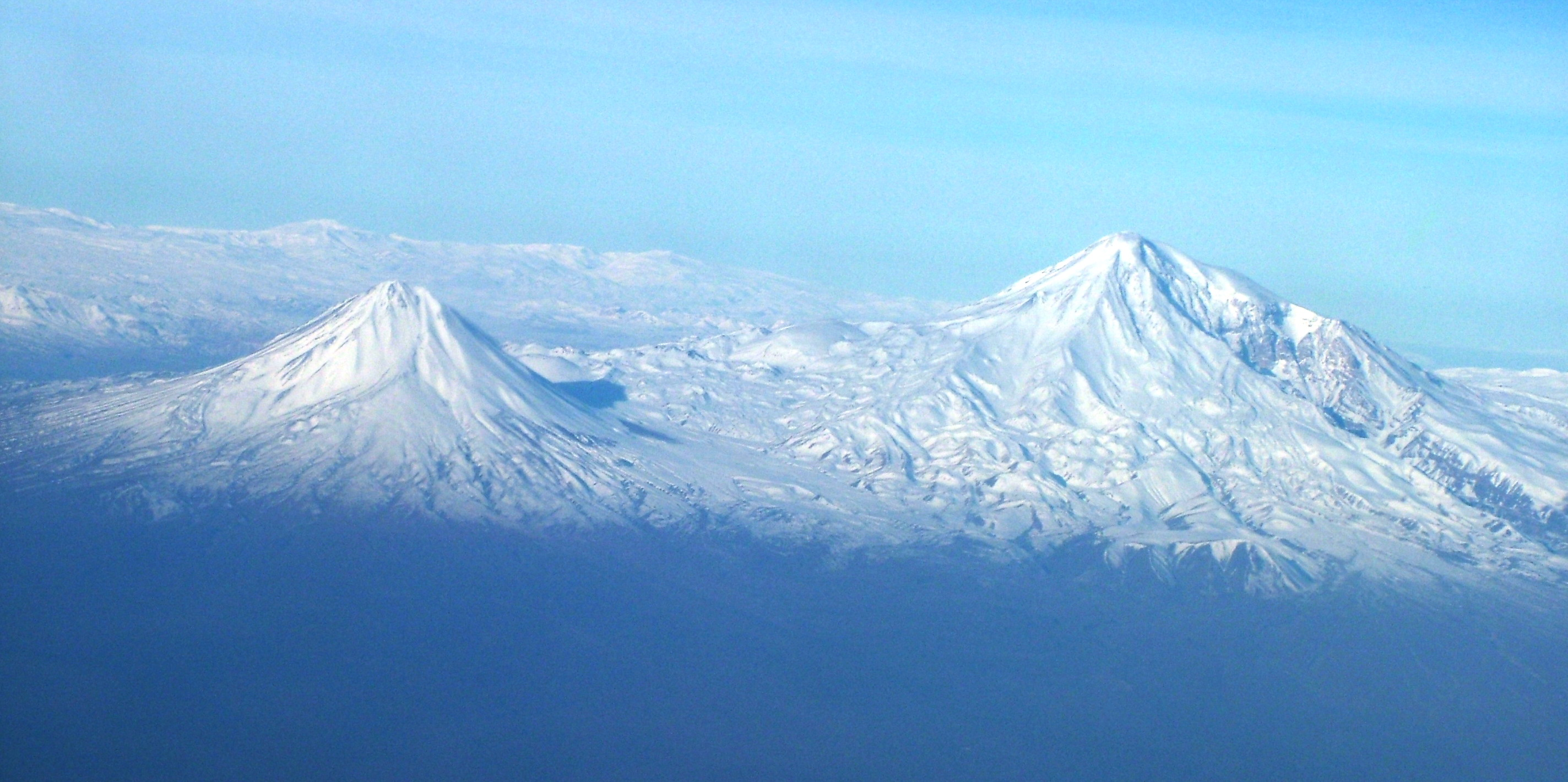
Vue aérienne du Petit et du Grand Ararat.

Le climat de la région est rigoureux mais les précipitations sont peu importantes. La partie inférieure de la montagne est soumise à des vents anabatiques secs venus de la plaine de l'Araxe, si bien que la région de l'Ararat est une des plus sèches d'Arménie, avec 200 à 250 millimètres d'eau par an. La neige persiste uniquement au-delà de 4 000 mètres d'altitude. Ainsi, elle fond entièrement sur le Petit Ararat entre la fin du mois de juillet et le début du mois d'octobre, selon les années. Sur les piémonts, au niveau du haut-plateau arménien, les températures moyennes sont de 0 °C en hiver et 25 °C l'été. En altitude, la température peut descendre en dessous de -30 à −40 °C en janvier et le sommet du Grand Ararat connaît seulement 30 à 50 jours de dégel par an.

### Faune et flore

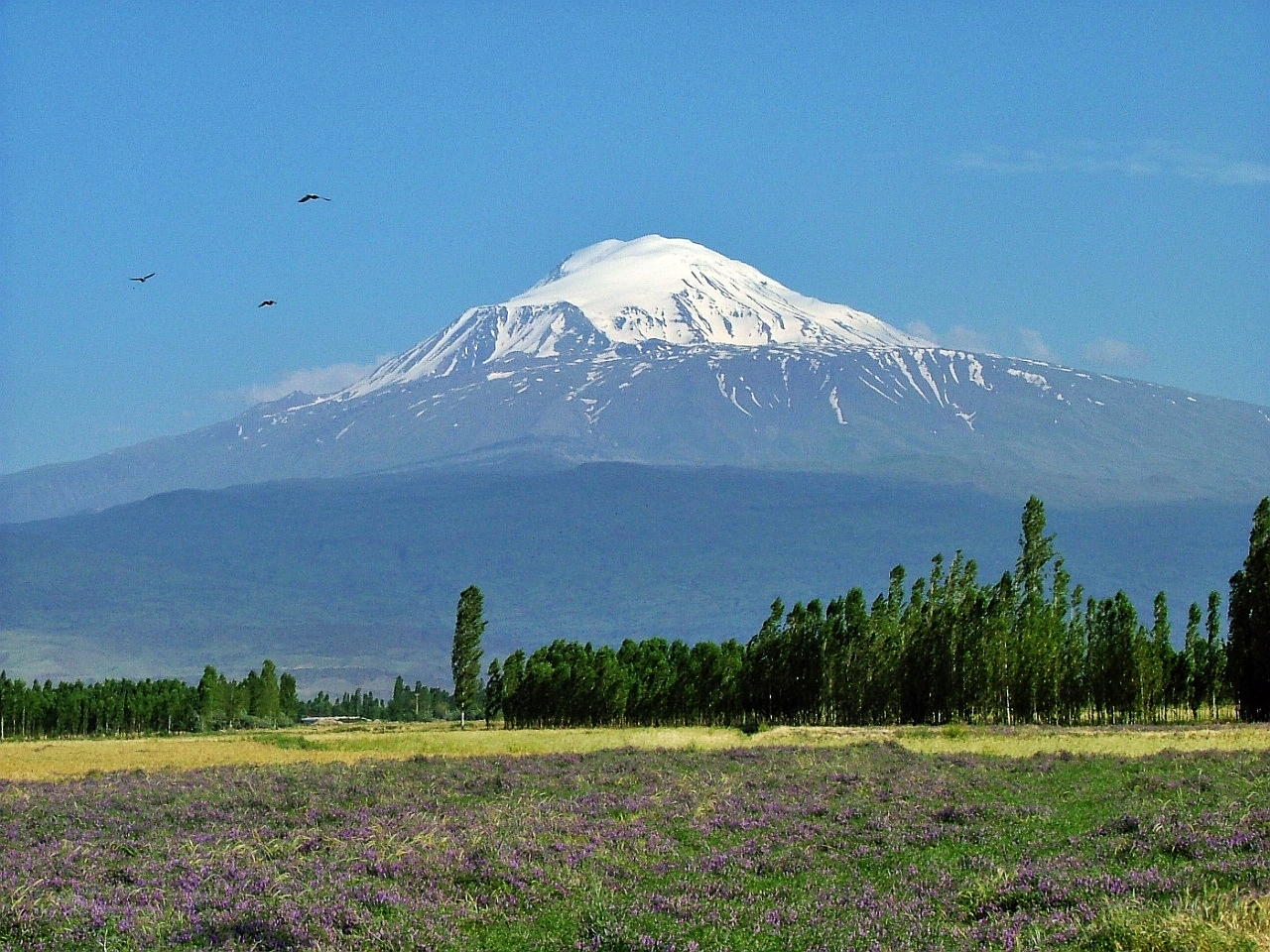
Vue de l'Ararat depuis le haut-plateau arménien en Turquie.

La végétation sur le mont Ararat est pauvre. Seuls quelques arbres sont présents dans le gouffre d'Ahora et de petites forêts sur le Petit Ararat. La flore est constituée d'une steppe clairsemée où croissent le genévrier, le charme, quelques bouleaux, le trèfle du Caucase, le trèfle des prés, le trèfle blanc, la vesce commune et la vesce craque, la luzerne cultivée, le brome sans arêtes, la fétuque des moutons, l'amidonnier sauvage, une espèce de seigle sauvage ainsi qu'une espèce d'elymus. Le cornifle immergé se trouve dans les rares cours d'eau.
Le parc abrite le tétraogalle de Perse, la perdrix bartavelle, la perdrix grise, le mouflon occidental, le chamois, le renard, le loup, le lièvre d'Europe, le lynx, le vautour, l'aigle, la buse, le faucon, la vipère. Des espèces de truite et de carpe peuplent les rivières.

## Histoire

### Histoire éruptive
Bien que l'Ararat soit généralement considéré comme un stratovolcan endormi, il semble avoir eu quelque activité durant les temps historiques. Des objets ainsi que des restes humains, estimés de 2500 à 2400 av. J.-C., c'est-à-dire datant du début de l'âge du bronze, ont été retrouvés sur le flanc nord-ouest, ensevelis sous des coulées pyroclastiques qui sont ainsi estimées comme datant de cette époque. D'autres traces plus récentes (estimées de 550 av. J.-C.) ont été trouvées sur le flanc nord, plus en altitude, et ont permis de déterminer la datation d'une autre éruption,. La dernière activité recensée est une éruption phréatique accompagnée d'un violent séisme, le 20 juin 1840 (2 juillet dans le calendrier grégorien),, dont l'épicentre se situe aux alentours du gouffre d'Ahora et qui entraînent des lahars. Les secousses restent violentes pendant une semaine et semblent prendre totalement fin en septembre.

### Occupation humaine

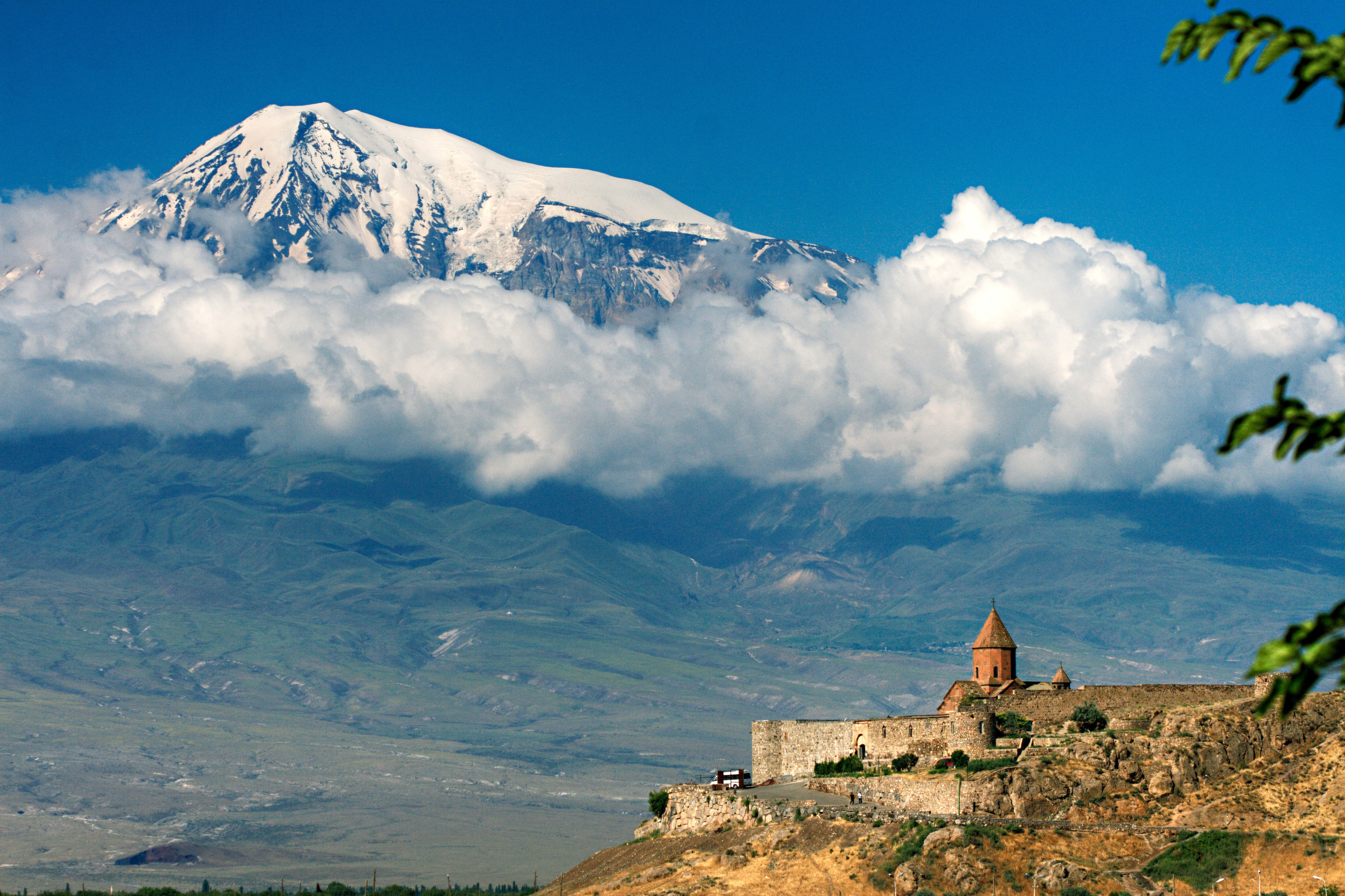
Vue de l'Ararat avec le monastère de Khor Virap.

Outre les traces d'occupation humaine datant de l'âge du bronze, les récits médiévaux parlent d'un mont Ararat boisé, peuplé d'animaux et parsemé de hameaux. Il n'y a que deux sources dans l'Ararat : celle de la crête joignant le Petit et le Grand Ararat (Sardar Bourlakh) et la source Saint-Jacob, près de laquelle se trouvait le village d'Arguri (en turc Yenidoğan (en)), dans le gouffre du même nom. Ce village possédait un couvent, le couvent de Saint-Jacob. Une légende raconte qu'aux premiers temps du christianisme en Arménie, un moine venu prier sur le mont sacré est par trois fois ramené par les anges à son point de départ ; il décide alors de bâtir le couvent de Saint-Jacob. Lors de l'éruption phréatique de juillet 1840, un séisme provoque dans le gouffre d'Ahora une coulée de rocs, de neige et d'eau qui détruit Arguri et son couvent et déplace même l'emplacement de la source. Depuis, il n'existe plus d'habitation permanente sur le mont Ararat, où la végétation est désormais maigre. Seuls quelques semi-nomades kurdes profitent en été des pâturages d'altitude, surtout à proximité de la source Sardar Bourlakh, vers 2 900 mètres d'altitude.
Le mont Ararat est souvent caché par les nuages et la légende dit qu'Alexandre le Grand, resté quinze jours à Erebouni par temps couvert, se serait exclamé au moment de repartir, et en se tournant vers lui : « Dommage, Ararat, tu n'auras pas vu Alexandre ». Cœur de l'Arménie historique, la région passe au fil des siècles sous contrôle notamment romain, perse, byzantin, arabe, seldjoukide, ottoman, russe puis turc.

### Premières ascensions

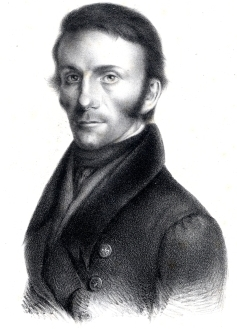
Portrait de Friedrich Parrot en 1829.

La montagne est gravie pour la première fois en 1829 par Friedrich Parrot, médecin russe, fils de Georges Frédéric Parrot, 1er recteur de l'université de Tartu (appelée Dorpat à l'époque) en Estonie, et quatre étudiants dont Khatchatour Abovian. Ils traversent l'Araxe et prennent la direction du village arménien d'Arguri (Yenidoğan en turc), situé sur le versant nord du volcan, à 1 200 mètres d'altitude. Suivant les conseils de Harutiun Alamdarian de Tiflis, ils installent leur camp de base au couvent de Saint-Jacob, 730 mètres plus haut. La première tentative d'ascension, par le nord-est, est un échec en raison du manque de vêtements chauds. Six jours plus tard, sur les conseils de Stepan Khojiants, le chef du village d'Arguri, l'ascension est entreprise cette fois par le versant nord-ouest. Après avoir atteint une altitude de 4 885 mètres, ils rebroussent chemin avant le crépuscule. Le sommet est finalement vaincu lors de la troisième tentative, le 27 septembre 1829 (9 octobre dans le calendrier grégorien) à 15 h 15,. Abovian creuse alors un trou dans la glace et y érige une croix en bois face au nord. Il prélève également un morceau de glace au sommet et le transporte avec lui jusqu'à la vallée, dans une bouteille, en considérant que l'eau est sacrée. Un mois plus tard, Parrot et Abovian gravissent le Petit Ararat.
En août 1834, Kozma Spassky-Avtonomov gravit l'Ararat dans le but de prouver que les étoiles peuvent être visibles à midi. Il rapporte de la glace du sommet pour baptiser son fils.
En juillet 1845, après trois échecs, Abovian renouvelle l'ascension, cette fois par le sud-est depuis Sardar Bulak, en accompagnant le minéralogiste germanique Otto Wilhelm Hermann von Abich. Sa troisième ascension de l'Ararat a lieu avec le Britannique Henry Danby Seymour l'année suivante, depuis le village reconstruit d'Arguri,,.
Début août 1850, l'expédition menée par J. Khodko, P.H. Moritz et N. V. Khanikov passe six jours au sommet à titre scientifique.

### Révolte kurde
En 1927, la révolte kurde de la république de l'Ararat a son quartier général proche du mont Ararat.

## Activités

### Ascension

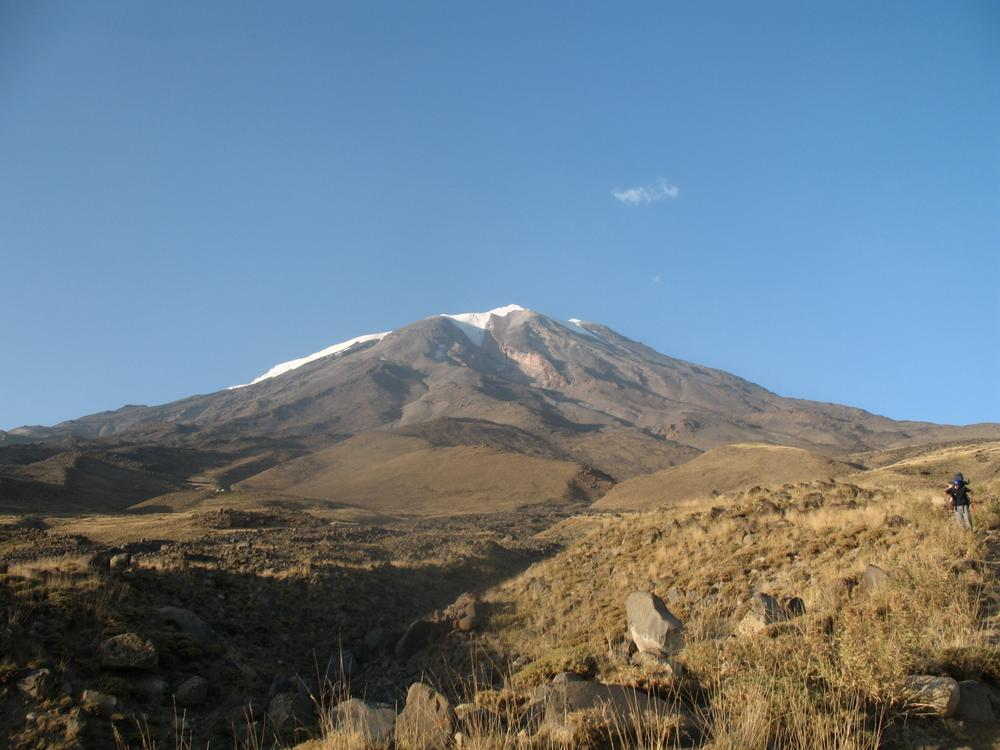
Vue du sommet depuis une altitude de 2700 mètres.

En raison de l'agitation politique au Kurdistan turc, la région du mont Ararat a régulièrement été militarisée au cours du XXe siècle. Ce n'est qu'en 2001 qu'elle a été ouverte au tourisme. Toutefois, un permis est requis auprès du gouvernement turc pour effectuer l'ascension, et l'autorisation peut demander plusieurs semaines d'attente.
L'ascension est longue mais un itinéraire non technique sur le versant sud, à partir de 2 200 m d'altitude, permet d'accéder au sommet sans difficulté majeure, de préférence à la fin de l'été. Il existe deux possibilités pour établir les camps, à 3 200 et 4 200 mètres d'altitude. Les trois tronçons dont ils marquent les limites sont herbeux, rocheux et englacés, par altitude croissante. Les quatre cents derniers mètres se font sur glace, sur une pente relativement douce. Uniquement pour cette partie, il est nécessaire d'être équipé de bâtons de marche et de crampons ; l'utilisation d'un piolet n'est pas requise. L'ascension demande généralement entre onze et quatorze heures.

### Protection environnementale
Le parc national d'Ağrı Dağı (Ağrı Dağı Millî Parkı) protège depuis le 1er novembre 2004 87 380 hectares tout autour du Petit Ararat. Il a été promu en vertu de la richesse de sa faune et de sa flore, des caractéristiques intéressantes du paysage, de ses formations géologiques et géomorphologiques, de ses zones humides et de son potentiel touristique.

## Dans la culture

### Mythe de l'arche

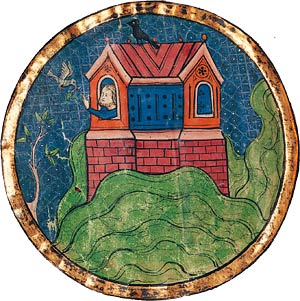
Représentation de l'arche de Noé se posant sur la « montagne d'Ararat » dans un manuscrit enluminé du XIIIe siècle.

Selon une tradition millénaire présente notamment chez les Arméniens, le mont Ararat serait le lieu où se serait posée l'arche de Noé après le Déluge. Une tradition chrétienne plus ancienne, ainsi que la tradition islamique actuelle, désignent plutôt le mont Djoudi comme ce lieu.
Fauste de Byzance, un commentateur arménien, aurait été le premier à appliquer pour la première fois, à la fin de l'Antiquité, le nom d'Ararat à une montagne précise, plutôt qu'à une région, en l'associant à l'arche de Noé. L'auteur affirme qu'elle est encore visible au sommet de ce relief, et raconte comment un ange apporta une sainte relique tirée du navire à un évêque, lequel fut ensuite incapable de réaliser l'ascension.  Friedrich Parrot écrit en 1829 dans son Voyage à Ararat que « tous les Arméniens sont fermement convaincus que l'arche de Noé reste à ce jour au sommet d'Ararat et que, à des fins de préservation, aucun être humain n'est autorisé à s'en approcher ». En 1876, James Bryce, historien, homme politique, diplomate, explorateur et professeur de droit civil à l'université d'Oxford, grimpe au-delà de l'altitude où peuvent pousser les arbres et trouve une poutre en bois travaillée à la main, d'une longueur de 1,30 mètre et d'une épaisseur de 12 centimètres. Il l'identifie comme une pièce de l'arche. En 1883, le British Prophetic Messenger et d'autres journaux indiquent qu'une expédition turque enquêtant sur les avalanches a pu apercevoir l'arche.

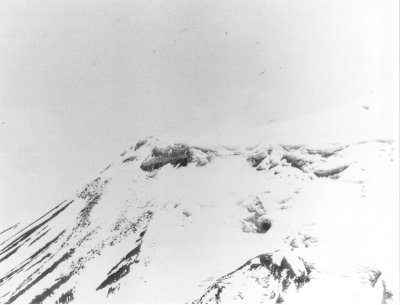
Photographie de l'anomalie d'Ararat, prise par la Defense Intelligence Agency en 1949.

Depuis, les recherches se sont intensifiées. Sur la montagne proprement dite, l'anomalie de l'Ararat est une forme non identifiée apparaissant sur quelques photographies des étendues enneigées du sommet. Elle est située à l'extrémité nord-ouest du plateau occidental, à 4 724 mètres d'altitude et à environ deux kilomètres du sommet. Elle est repérée pour la première fois en 1949 au cours d'une mission aérienne de reconnaissance de l'US Air Force. La CIA, qui a depuis examiné les images satellitaires, a estimé que l'anomalie était constituée de « couches linéaires de glace recouvertes par de la glace et de la neige plus récemment accumulées ». Par ailleurs, sa longueur serait deux fois plus importantes que celle des récits bibliques.

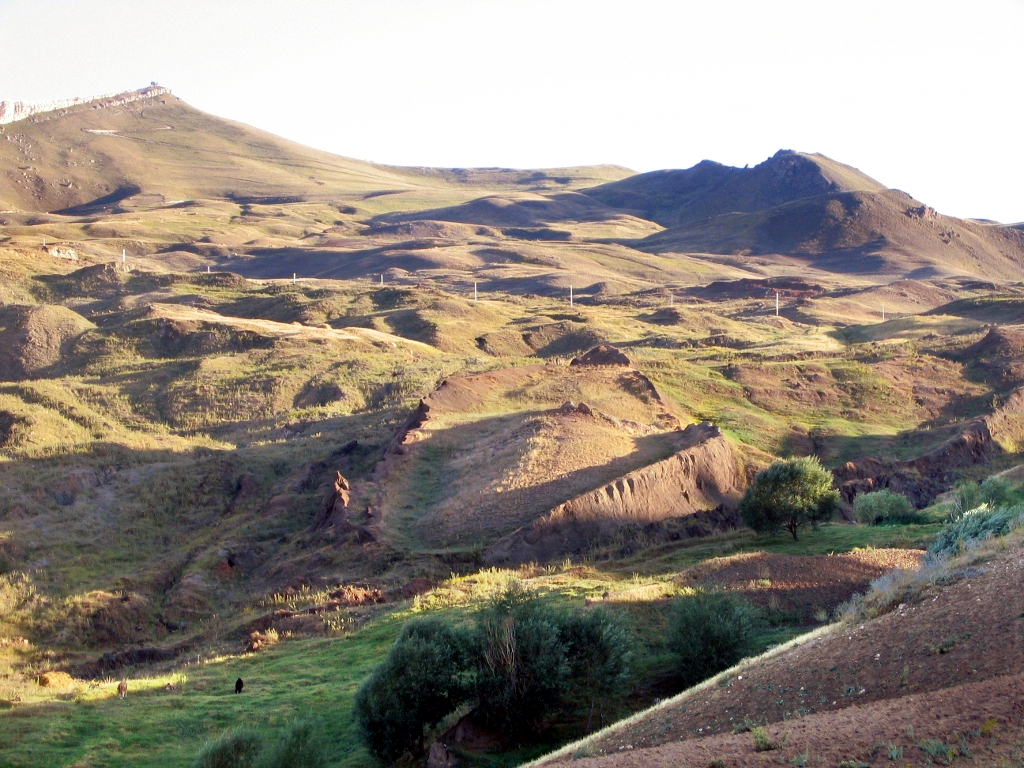
Vue du site de Durupınar, avec la structure en forme de bateau.

À environ 25 kilomètres au sud du mont Ararat, près de Doğubayazıt, a été découvert en 1959 le site de Durupınar. Il consiste en une grande formation rocailleuse ayant l'apparence d'un bateau sortant de la terre. Il a été identifié comme une formation naturelle mais a toujours ses défenseurs qui expliquent que l'arche aurait pu être emportée par de gigantesques lahars. C'est le plus touristique des sites supposés abriter l'arche.
En 1988 et 1989, des études scientifiques avec radar à pénétration de sol ont sondé la calotte glaciaire sommitale sans toutefois détecter aucune trace de structure artificielle. Bien que le gouffre d'Ahora ait été profondément remodelé après l'éruption de 1840, soit plusieurs millénaires après l'épisode supposé du Déluge, des passionnés ont même mené des recherches dans les glaces qui l'occupent, ne manquant pas d'y voir des traces de l'arche.
Le 26 avril 2010, un groupe d'explorateurs évangéliques turcs et chinois baptisé Noah's Ark Ministries International a annoncé avoir probablement découvert l'arche de Noé sur un sommet de quelque 4 000 mètres d'altitude du mont Ararat. Ils ont affirmé avoir retrouvé des restes en bois de la structure de l'arche dont la datation par le carbone 14 remonterait à 4 800 ans, époque présumée où l'arche aurait navigué,. En novembre 2010, le professeur Randall Price, de la Liberty University, une université chrétienne privée américaine, affirme que la « découverte » des explorateurs est une supercherie organisée par l'un des prestataires de Noah's Ark Ministries International pour soutirer de l'argent à cette dernière, et qu'il a retrouvé les ouvriers turcs ayant aidé à installer l'« arche » à partir de débris d'un bateau en bois apportés de Trabzon, sur la mer Noire.

### Symbolisme

Représentation des armoiries arméniennes.

Bien que le mont Ararat soit aujourd'hui situé en Turquie, il est un symbole national de l'Arménie (où il est également appelé Masis). En tant que tel, il apparaît sur les armoiries du pays (il apparaissait déjà sur celles de la république socialiste soviétique d'Arménie depuis 1937). Son imposante silhouette s'affiche comme le symbole de la nation arménienne sur les bâtiments officiels.
Il est également fréquemment représenté par les artistes arméniens.

### Arts
Le Retable des dix mille martyrs est un tableau en bois polychrome du XVIe siècle, qui se trouve dans l'église Saint-Pierre de Crozon, dans le département du Finistère, en Bretagne, et qui représente le martyre par crucifixion de soldats chrétiens sur le mont Ararat en Arménie, en 120 apr. J.-C..
Au cinéma, Ararat est un film du réalisateur canadien d'origine arménienne Atom Egoyan, sorti en 2002, sur fond de génocide arménien. La montagne est également au cœur de l'histoire du Voyage en Arménie (2006) de Robert Guédiguian, qui raconte un retour aux sources d'une famille. Sorti en 2007, le documentaire Les femmes du mont Ararat d'Erwann Briand retrace la vie quotidienne d'un groupe de femmes kurdes engagées dans une unité armée du PKK. Le mont Ararat joue un rôle-clé dans le film d'espionnage Le Serpent d'Henri Verneuil sorti en 1973. C'est en effet par la comparaison entre deux photos de la montagne, l'une prise depuis la Turquie, l'autre depuis l'Arménie, que l'espion soviétique est confondu.
Dans la littérature, l'écrivain turc Yaşar Kemal peint un portrait symbolique de la montagne dans La Légende du Mont Ararat. L'écrivain de fiction américain Tim Powers construit une mythologie autour du mont dans son roman Les Puissances de l'invisible. L'écrivain Michel Bussi met le mont Ararat au centre de son livre Tout ce qui est sur Terre doit périr.
En musique, le groupe de metal américain d'origine arménienne System of a Down dédie une chanson au mont Ararat sans le citer explicitement : Holy Mountains sur l'album Hypnotize sorti en France en 2005. System of a Down y dénonce le génocide arménien.

### Astronomie
L'astéroïde (96205) Ararat porte son nom.